# أيزيا هارتنشتاين
أيزيا هارتنشتاين (بالألمانية: Isaiah Hartenstein)‏ مواليد 5 مايو 1998 في يوجين، هو لاعب كرة سلة أمريكي. بدأ مسيرته الاحترافية في سنة 2015. يحمل الرقم 55. لعب مع أرتلاند دراغونز في الدوري الألماني لكرة السلة وزالغيريس لكرة السلة في الدوري الليتواني لكرة السلة.

## روابط خارجية
- أيزيا هارتنشتاين على موقع الاتحاد الدولي لكرة السلة (الإنجليزية)
- أيزيا هارتنشتاين على موقع إن بي أي (الإنجليزية)
- أيزيا هارتنشتاين على موقع سبورتس رفرنس (الإنجليزية)
- أيزيا هارتنشتاين على موقع كرة السلة الأوروبية.كوم (الإنجليزية)
- أيزيا هارتنشتاين على موقع إي إس بي إن.كوم (الإنجليزية)
- أيزيا هارتنشتاين على موقع ريلجم (الإنجليزية)
- أيزيا هارتنشتاين على موقع بروبوليرز (الإنجليزية)
- أيزيا هارتنشتاين على موقع سبورتس رفرنس (الإنجليزية)
- أيزيا هارتنشتاين على موقع سبورتس رفرنس (الإنجليزية)